# 10415 Mali Lošinj
10415 Mali Lošinj je asteroid glavnog pojasa, s periodom ophoda oko Sunca od 5,17 godine. Otkrio ga je hrvatski astronom Korado Korlević, iz Zvjezdarnice Višnjan.
Dobio je ime po Malom Lošinju, gradu s bogatom astronomskom tradicijom (zvjezdarnica Manora. Spiridon Gopčević, Astronomsko društvo Leo Brenner).

## Vanjske poveznice
- (engl.) Podaci o asteroidu 10415 Mali Lošinj
- (engl.) Orbita asteroida 10415 Mali Lošinj

… | 1998 QJ37 | 10415 Mali Lošinj | 10416 Kottler | …